# 伊達村則
伊達 村則（だて むらのり）は、仙台藩一門第八席・岩出山伊達氏第7代当主。

## 生涯
明和2年（1765年）、岩出山伊達氏第6代当主・伊達村通の嫡男として生まれる。幼名は大力。宝蔵院流槍術を父村通より伝授された。
安永6年（1777年）3月8日、元服して名を「村則」と改める。
寛政3年（1791年）、川渡温泉の休息所の建設を、本藩より差し止める命が下り、交渉の末に建設が許可された。
寛政9年（1797年）、仙台藩で大一揆が起った際、志田郡の一揆を説得して解散させた。
享和元年（1801年）、1月20日死去。享年37。家督は嫡男宗秩が相続した。